# Erich Waetzmann
Erich Waetzmann (Weißensee, Província de Posen, 2 de janeiro de 1882 — Berlim, 7 de julho de 1938) foi um físico alemão.

## Obras
- Die Resonanztheorie des Hörens. Braunschweig 1912
- Müller-Pouillet: Lehrbuch der Physik. Band 1.3: Akustik. Braunschweig 1929
- Wien-Harms: Handbuch der Experimentalphysik. Band 17, Teil 2 und 3: Technische Akustik. Leipzig 1934
- Schule des Horchens. Leipzig, Berlim 1934